# Psychomyia kumari
Psychomyia kumari är en nattsländeart som beskrevs av Schmid 1997. Psychomyia kumari ingår i släktet Psychomyia och familjen tunnelnattsländor. Inga underarter finns listade i Catalogue of Life.